# Rey Hui de Zhou
El Rey Hui de Zhou (en chino, 周惠王; pinyin, Zhōu Huì Wáng) fue el decimoséptimo rey de la Dinastía Zhou de China, y el quinto de la Dinastía Zhou Oriental.
Sus dominios fueron atacados por una coalición dirigida por el estado de Yan, en la que participaron Song y Wei. Luoyang fue invadida, y la coalición depuso al rey y le mandó al exilio. Pusieron en el trono al príncipe Tui, hermano menor del rey, pero el golpe de Estado no fue bien aceptado por Zheng, ni por  Qi, estados que atacaron y rechazaron a las fuerzas coaligadas, y devolvieron al rey Hui al trono. El duque Huan de Qi, persiguió al duque Zhuang de Yan para ofrecer su sumisión al rey Hui.